# Natação nos Jogos Pan-Americanos de 2015 - 200 m livre feminino
As competições dos 200 metros livre feminino da natação nos Jogos Pan-Americanos de 2015 foram realizadas em 15 de julho no Centro Aquático CIBC Pan e Parapan-Americano, em Toronto.

## Calendário
Horário local (UTC-4).
| Data        | Horário | Fase          |
| ----------- | ------- | ------------- |
| 15 de julho | 10:05   | Eliminatórias |
| 15 de julho | 19:05   | Final B       |
| 15 de julho | 19:11   | Final A       |

## Medalhistas
| Ouro   | USA Allison Schmitt |
| Prata  | CAN Emily Overholt  |
| Bronze | BRA Manuella Lyrio  |

## Recordes
Antes desta competição, os recordes mundiais e pan-americanos da prova eram os seguintes:
| Tipo                             | Atleta                  | Tempo   | Local    | Data                |
| -------------------------------- | ----------------------- | ------- | -------- | ------------------- |
|                                  | ITA Federica Pellegrini | 1m52s98 | Roma     | 29 de julho de 2009 |
| Recorde dos Jogos Pan-Americanos | USA Cynthia Woodhead    | 1m58s43 | San Juan | 3 de julho de 1979  |

## Resultados

### Eliminatórias
A eliminatória foi realizada em 15 de julho. 
| Pos. | Bateria | Raia | Nadador               | Nacionalidade         | Tempo   | Notas |
| ---- | ------- | ---- | --------------------- | --------------------- | ------- | ----- |
| 1    | 3       | 4    | Allison Schmitt       | USA Estados Unidos    | 1:58.58 | QA    |
| 2    | 3       | 5    | Manuella Lyrio        | BRA Brasil            | 1:59.60 | QA    |
| 3    | 2       | 4    | Larissa Oliveira      | BRA Brasil            | 1:59.62 | QA    |
| 4    | 2       | 5    | Katerine Savard       | CAN Canadá            | 1:59.74 | QA    |
| 5    | 1       | 5    | Kiera Janzen          | USA Estados Unidos    | 2:00.30 | QA    |
| 6    | 1       | 4    | Emily Overholt        | CAN Canadá            | 2:00.43 | QA    |
| 7    | 3       | 3    | Andreina Pinto        | VEN Venezuela         | 2:00.61 | QA    |
| 8    | 1       | 3    | Elisbet Gamez         | CUB Cuba              | 2:01.85 | QA    |
| 9    | 2       | 3    | Jessica Camposano     | COL Colômbia          | 2:02.27 | QB    |
| 10   | 2       | 2    | Maria Álvarez         | COL Colômbia          | 2:02.48 | QB    |
| 11   | 3       | 6    | Andrea Cedrón         | PER Peru              | 2:04.55 | QB    |
| 12   | 2       | 6    | Natalia Jaspeado      | MEX México            | 2:05.21 | QB    |
| 13   | 3       | 7    | Rebeca Quinteros      | ESA El Salvador       | 2:05.26 | QB    |
| 14   | 1       | 2    | Andrea Garrido        | VEN Venezuela         | 2:05.31 | QB    |
| 15   | 3       | 2    | Gabriela Santis       | GUA Guatemala         | 2:05.37 | QB    |
| 16   | 1       | 6    | Maria Richaud         | MEX México            | 2:06.84 | QB    |
| 17   | 2       | 7    | Lani Cabrera          | BAH Bahamas           | 2:07.41 |       |
| 18   | 1       | 7    | Daniella van den Berg | ARU Aruba             | 2:08.49 |       |
| 19   | 3       | 1    | Karen Riveros         | PAR Paraguai          | 2:10.32 |       |
| 20   | 2       | 1    | Samantha Roberts      | ANT Antígua e Barbuda | 2:17.25 |       |

### Final B
A final B foi realizada em 15 de julho. 
| Pos. | Raia | Nadador           | Nacionalidade   | Tempo   | Notas |
| ---- | ---- | ----------------- | --------------- | ------- | ----- |
| 9    | 4    | Jessica Camposano | COL Colômbia    | 2:00.68 |       |
| 10   | 5    | Maria Álvarez     | COL Colômbia    | 2:02.81 |       |
| 11   | 7    | Andrea Garrido    | VEN Venezuela   | 2:03.33 |       |
| 12   | 8    | Maria Richaud     | MEX México      | 2:03.69 |       |
| 13   | 6    | Natalia Jaspeado  | MEX México      | 2:03.69 |       |
| 14   | 1    | Gabriela Santis   | GUA Guatemala   | 2:03.94 |       |
| 15   | 3    | Andrea Cedrón     | PER Peru        | 2:04.11 |       |
| 16   | 2    | Rebeca Quinteros  | ESA El Salvador | 2:06.19 |       |

### Final A
A final A foi realizada em 15 de julho. 
| Pos.              | Raia | Nadador          | Nacionalidade      | Tempo   | Notas                            |
| ----------------- | ---- | ---------------- | ------------------ | ------- | -------------------------------- |
| Medalha de ouro   | 4    | Allison Schmitt  | USA Estados Unidos | 1:56.23 | Recorde dos Jogos Pan-Americanos |
| Medalha de prata  | 7    | Emily Overholt   | CAN Canadá         | 1:57.55 |                                  |
| Medalha de bronze | 5    | Manuella Lyrio   | BRA Brasil         | 1:58.03 | Recorde sul-americano            |
| 4                 | 6    | Katerine Savard  | CAN Canadá         | 1:58.70 |                                  |
| 5                 | 3    | Larissa Oliveira | BRA Brasil         | 2:00.32 |                                  |
| 6                 | 2    | Kiera Janzen     | USA Estados Unidos | 2:00.34 |                                  |
| 7                 | 1    | Andreina Pinto   | VEN Venezuela      | 2:00.62 |                                  |
| 8                 | 8    | Elisbet Gamez    | CUB Cuba           | 2:01.84 |                                  |

Legenda
| Recorde mundial                  | Recorde mundial (World record)               |                       | Recorde africano                      | Recorde africano (African) |                                           | Q | Classificado por posição (Qualified) |
| Recorde dos Jogos Pan-Americanos | Recorde pan-americano (Pan-American record)  | Recorde da América    | Recorde da América (Americas)         | q                          | Classificado por melhor tempo (Qualified) |   |                                      |
| Melhor marca do ano              | Melhor marca do ano (World leading)          | Recorde asiático      | Recorde asiático (Asian)              | DNS                        | Não largou (Did not start)                |   |                                      |
| Recorde nacional                 | Recorde nacional (National record)           | Recorde europeu       | Recorde europeu (European)            | DNF                        | Não terminou (Did not finish)             |   |                                      |
| Recorde pessoal                  | Recorde pessoal do atleta (Personal best)    | Recorde da Oceania    | Recorde da Oceania (Oceania)          | DSQ / DQ                   | Desclassificado (Disqualified)            |   |                                      |
| Recorde da temporada             | Recorde da temporada do atleta (Season best) | Recorde sul-americano | Recorde sul-americano (South America) | NM                         | Sem marca (No mark)                       |   |                                      |